# Chutz
Chutz ist eine Siedlung im Parish Saint Andrew im Osten von Grenada.

## Geographie
Die Siedlung liegt im Inselinnern in einem Nachbartal von Bellevue, bei Richmond (La Digue).